# 李香蘭 (2007年電視劇)
《李香蘭》是東京電視台於2007年2月11日及12日播出的冬季特別劇，演出滿洲和日本傳奇演員李香蘭年輕時在中國的故事。在關東地方的收視率，第一集為9.1%，第二集為8.5%。

## 演員
- 年輕時的李香蘭（山口淑子）：上戶彩（幼年：小池彩夢）
- 山口文雄：橋爪功
- 山口愛：名取裕子
- 川島芳子：菊川怜
- 甘粕正彦：中村獅童
- 川喜多長政：澤村一樹
- 兒玉英水：小澤征悅
- 山家亨：小野武彥
- 長谷川一夫：中村福助
- 東敬三：金田明夫
- 內田吐夢：鶴田忍
- 吉岡安直中將：西田健
- 陳雲裳：中山惠
- 田村泰次郎：齊藤陽一郎
- 松岡謙一郎：深水元基
- 野口久光：石橋保
- 服部良一：前田耕陽
- 厚見雅子：川俣忍
- 川喜多賢子：野田よし子
- 辻久一：本多新也
- 小出孝：吉滿涼太
- 山梨稔：齊藤曉
- 牧野光雄：德井優
- 上野真嗣：松澤一之
- 渡邊邦男：鈴木正幸
- 金澤署長：綾田俊樹
- 根岸寬一：石井英明
- 池田專太郎：齊藤文太
- 久米正雄：田口主將
- 温貴華：吕晓霖
- 孟虹：鹿宜均
- 劉小姐：馮敏敏
- 李際春：姚克勤
- 潘毓桂：王敏
- 溥儀：王偉華
- 婉容：李琳
- 現在的李香蘭（山口淑子）兼旁白：野際陽子

## 外部連結
- 官方網站 （页面存档备份，存于）